# Leerlaufprozess
Der sogenannte Leerlaufprozess (engl. system idle process) ist ein „Pseudo“-Prozess, welcher als Zwischenablage für "freie" oder ungenutzte Prozessorzeit verstanden werden kann. Ungenutzte Prozessorzeit steht für die Kapazität, die nicht von Anwendungen beansprucht wird. Der Leerlaufprozess bekommt in vielen Betriebssystemen anteilig Prozessorzeit zugeschrieben, wenn Prozesse beendet werden. Der Leerlaufprozess bekommt im Gegenzug aber wieder Prozessorzeit abgezogen, wenn ein anderer Prozess diese benötigt oder ein neuer Prozess gestartet wird.
Der Leerlaufprozess bekommt zudem Prozessorzeit gut geschrieben, wenn keinerlei Prozesse zur Ausführung bereitstehen, weil sie z. B. auf E/A-Operationen (engl. I/O-Operations) warten. Auf diese Weise kann der Prozess-Scheduler vereinfacht werden, da dieser Fall nicht gesondert behandelt werden muss, sondern einfach der Leerlaufprozess eingeplant wird.
Heutzutage sind mit dem Wechsel in den Leerlaufprozess meistens Instruktionen verbunden, welche die CPU in einen stromsparenden Modus versetzen bzw. heruntertakten, so z. B. den HLT-Befehl (Abkürzung für „halt“) auf x86-Prozessoren.
In dem Betriebssystem Windows wird der Leerlaufprozess im Taskmanager im Reiter „Prozesse“ immer angezeigt und beansprucht oft scheinbar viel Prozessorleistung. Hierbei handelt es sich um die ungenutzte Rechenzeit. Die Summe der Anteile aller laufenden Prozesse an der Prozessorauslastung (einschließlich des Leerlaufprozesses) beträgt also immer 100 %. Im Reiter „Systemleistung“ wird allerdings nur die von anderen Prozessen genutzte CPU-Leistung angezeigt, die „Auslastung“ durch den Leerlaufprozess fließt hierbei nicht in die Summe ein, da er selbst keine Prozessorzeit in Anspruch nimmt.
Auf unixähnlichen Betriebssystemen ist in der Regel das Kommandozeilen-Programm top installiert, das in der dritten Zeile einen mit id (für idle task, s. o.) markierten Wert für den prozentualen Anteil des Leerlaufprozesses an der Gesamtauslastung aller Prozessoren des Systems ausgibt.